# Engin Benli
Engin Yildirim (Esmirna, 23 de febrero de 1970) es un actor turco.
Entre 1995 y 1997 en el Teatro de Bursa se desempeñó como artista pasante. Fue reconocido por su papel de Orhan en la serie Kanit. En Latinoamérica es conocido por su papel de Sinan Pasha en la serie del 2016, Muhteşem Yüzyıl Kösem.

## Filmografía
| Años  | Tipo     | Nombre                 | Papel          |
| ----- | -------- | ---------------------- | -------------- |
| 2008  | Película | Polis                  | Volkan İzmitli |
| 2010  | Serie    | Kanıt                  | Orhan Özdemir  |
| 2011  | Película | Kırık Midyeler         | Cevat          |
| 2015  | Película | Son Mektup             | Fuat Binbaşı   |
| 2015  | Serie    | Poyraz Karayel         | Zafer Biryol   |
| 2016  | Serie    | Göç Zamanı             | Artem          |
| 2016  | Película | Yağmurda YıkansamSerie | Yilmaz         |
| 2016- | Serie    | Muhteşem Yüzyıl Kösem  | Sinan Pasha    |